# براين طومسون
براين طومسون (بالإنجليزية: Brian Thompson)‏ (و. 1959 – م) هو ممثل، وممثل تلفزيوني من الولايات المتحدة الأمريكية . ولد في إلينسبورغ، واشنطن .

## روابط خارجية
- براين طومسون على موقع IMDb (الإنجليزية)
- براين طومسون على موقع روتن توميتوز (الإنجليزية)
- براين طومسون على موقع ألو سيني (الفرنسية)
- براين طومسون على موقع تيرنر كلاسيك موفيز (الإنجليزية)
- براين طومسون على موقع أول موفي (الإنجليزية)
- براين طومسون على موقع قاعدة بيانات الأفلام السويدية (السويدية)
- براين طومسون على موقع إن إن دي بي (الإنجليزية)
- براين طومسون على موقع قاعدة بيانات الفيلم (الإنجليزية)
- براين طومسون على موقع كينوبويسك (الروسية)